# Génocide des Turkmènes d'Irak
Le génocide des Turkmènes d'Irak fait référence à une série de meurtres, de viols, d'exécutions, d'expulsions et d'esclavage sexuel de Turkmènes d'Irak par l'État islamique. Cela a commencé lorsque l'État islamique a capturé les terres turkmènes irakiennes en 2014 et cela s'est poursuivi jusqu'à ce que l'État islamique perde toutes ses terres en Irak. En 2017, la persécution des Turkmènes irakiens par l'État islamique a été officiellement reconnue comme un génocide par le parlement irakien,, et en 2018, l'esclavage sexuel des filles et des femmes turkmènes irakiennes a été reconnu par les nations unies,.

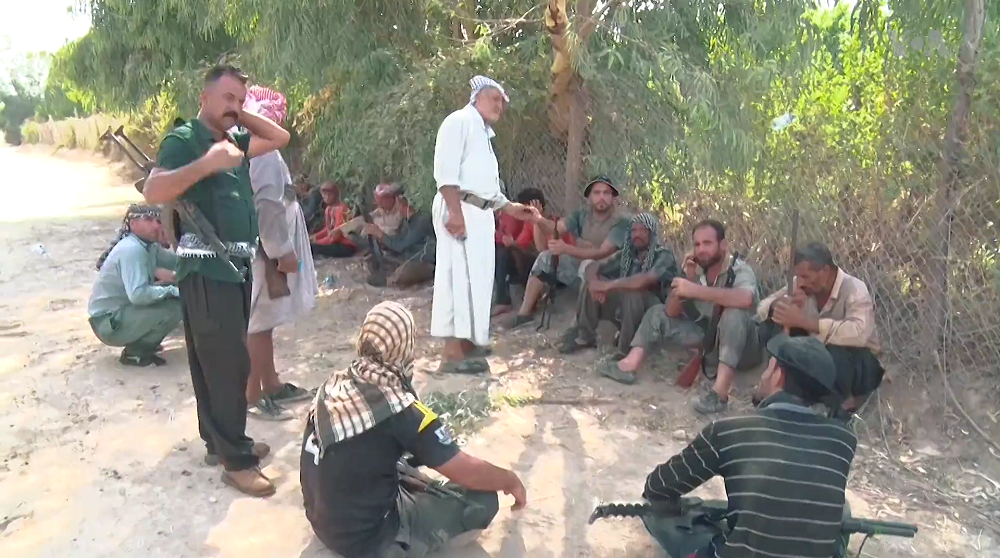
Combattants de la résistance turkmènes chiites à Qaratapa (2017)

## Contexte et avance

### Turkmènes irakiens
Les Turkmènes irakiens sont le troisième plus grand groupe ethnique en Irak. Ils sont d'origine turque et vivent dans la région historique Turkmeneli, entourés d'Arabes au sud et de Kurdes au nord. Ils sont divisés presque également entre sunnites et chiites, avec une petite minorité catholique. Il y avait aussi un sectarisme entre les Turkmènes sunnites et chiites, qui s'est souvent dégénéré en affrontements armés. Pendant le génocide de l'État islamique, les Turkmènes irakiens ont été ciblés quelle que soit leur religion.:313 Ils ont déjà été la cible de massacres tels que le massacre d'Altun Kupri, le massacre de Gavurbağı, le massacre de Kirkouk en 1959, le massacre de Kirkouk en 1924, et le Génocide d'Anfal.

### Avance
Au cours de l'offensive de juin 2014 dans le nord de l'Irak, l'État islamique a capturé de nombreuses terres à majorité turkmène ou qui ont des populations turkmènes importantes, telles que Mossoul, Talafar, Tikrit et certaines parties des provinces de Kirkouk et de Diyala.

## Génocide
En juin 2014, lorsque l'armée de l'État islamique a capturé Tall Afar pour la première fois, elle a enlevé 1,300 Turkmènes irakiens, environ 700 hommes, 470 femmes et 130 enfants. L'ITF a déclaré que seulement 42 des 1,300 sont revenus, le reste n'étant plus jamais revu. Les maisons turkmènes ont été incendiées, le bétail des agriculteurs turkmènes a été volé et beaucoup ont été forcés de fuir. En septembre 2014, au moins 350,000 Turkmènes, pour la majorité de Tal Afar, ont été déplacés. Ils risquaient de mourir de faim. Depuis les attaques, environ 90 % des Turkmènes de Talafar ont fui, selon les résidents et les militants locaux. Mehdi al-Beyati, ancien ministre irakien des droits de l'homme et porte-parole de la Turkmen Rescue Foundation, a affirmé que le nombre de réfugiés turkmènes est passé à 600,000 en février 2017. Mehdi al-Beyati a également affirmé que les infrastructures de chaque région turkmène ont été gravement endommagées par l'État islamique. En septembre 2014, le HCDH a mis en garde contre les crimes que l’État islamique commettait contre les Turkmènes, et Amnesty International a présenté des preuves démontrant que l’État islamique avait commis des actes de nettoyage ethnique contre les Turkmènes.
De nombreux militants de l'État islamique étaient d'anciens soldats de l'armée irakienne sous Saddam Hussein, qui avait une histoire de massacre et de persécution des Turkméns irakiens,,,.
Le 9 juin, 15 prisonniers turkmènes de Talafar ont été tués par l'État islamique à Mossoul. Après le bombardement d'une mosquée chiite dans la même ville, de nombreuses personnes ont fui la ville et neuf réfugiés ont été tués.
Lors de la chute de Mossoul en juin 2014, l'État islamique a attaqué le consulat turc de Mossoul et enlevé 49 diplomates. Ahmet Davutoğlu a déclaré que "nul ne devrait essayer de tester les limites de la force de la Turquie", bien que l'État islamique ait ignoré l'avertissement et attaqué les Turkmènes à Tal Afar le 10 juin, après avoir capturé Mossoul. La Turquie n'a pas répondu aux attaques, ce qui a conduit les politiciens laïques et nationalistes à critiquer sévèrement Recep Tayyip Erdoğan et Ahmet Davutoğlu. Le gouvernement turc a été accusé d'avoir permis le sort des Turkmènes irakiens.
Le 16 juin 2014, l'État islamique a massacré au moins 40 Turkmènes de 4 endroits différents (Tchardaghli, Qaranaz, Beshir, Biravchi), tous près de la ville de Kirkouk,. L'État islamique a également été à nouveau accusé de cibler les Turkmènes pour leur origine ethnique,. Un jour plus tard, 52 autres Turkmènes ont été tués à Beshir, et selon les habitants, le massacre était motivé par l'origine ethnique. Le même endroit a souffert à nouveau une fois le 18 juin et entre le 20 et le 21 juin, tuant cinq, puis 17 civils. Selon le représentant de l'UNICEF pour l'Irak, un témoin de Beshir avait déclaré que 700 Turkmènes avaient été massacrés dans la ville. En juin 2014, l'État islamique a enlevé 26 Turkmènes du village d'Al-Shamsiyat. Au cours du même mois, les Turkmènes chiites ont fui Al-Kibba et Shraikhan après des menaces de l'État islamique. De nombreux résidents turkmènes des villages de Talafar, Bashir, Biravchi et Karanaz ont également fui après avoir reçu d'autres lettres des djihadistes.
Le 18 juin, lors des affrontements entre l'État islamique et les forces terrestres irakiennes entre les villes d'Amirli et de Tuz, au moins 20 civils turkmènes ont été tués dans les tirs croisés. Pendant le siège d'Amirli, 150 personnes ont perdu la vie à cause des conditions difficiles, dont 50 enfants et 10 nouveau-nés. Après la chute d'Amirli en 2014, l'approvisionnement en électricité, en nourriture et en eau de la ville a été coupé. Des dizaines de personnes ont perdu la vie, y compris des femmes enceintes, avant qu'une aide humanitaire ne soit livrée. Les maisons et les écoles turkmènes, ainsi que les mosquées de Karanaz, Chardaghli et Biravchi ont été incendiées.
Le 23 juin, l'État islamique a enlevé au moins 75 Turkmènes dans les régions de Guba, Shrikhan et Talafar. Seuls 2 corps ont été trouvés, dans une vallée au nord de Guba. Ils ont probablement été exécutés. 950 familles turkmènes ont fui les zones après que l'État islamique leur ait demandé de partir et de donner leurs maisons aux soldats de l'État islamique,. Le 7 août, 100 hommes Turkmènes ont été exécutés à Sinjar.
On estime que 600 femmes turkmènes au total ont été capturées et utilisées comme esclaves sexuelles par l'État islamique. Environ 400 à 500 d'entre eux ont été envoyés dans des prisons de fortune de l'État islamique en Syrie. En février 2018, un groupe de femmes a protesté devant un bureau des droits de l'homme de l'ONU à Kirkouk. Ils ont tenu des pancartes et ont demandé au gouvernement irakien de faire quelque chose pour récupérer environ 450 femmes turkmènes disparues, bien que la manifestation ait été ignorée. Hasan Turan, chef de l'ITF, craignait que si les femmes turkmènes revenaient, elles seraient probablement victimes de crimes d'honneur par leurs familles. Il a déclaré que "Beaucoup de filles ne reviendront pas, et je ne peux qu'espérer que leurs familles les accepteront encore si elles reviennent. Ce sont les victimes." Plus tard en 2018, l'ONU a finalement reconnu l'esclavage sexuel des femmes turkmènes,. Une femme turkmène anonyme, de la petite ville d'al-Alam près de Tikrit, qui a survécu à l'État islamique, a déclaré à BBC Turc que l'État islamique avait séparé les filles célibataires des femmes mariées et a commencé à violer les filles célibataires devant tout le monde. L'État islamique a également violé l'enseignante de langue turkmène de la ville au point qu'elle est morte en conséquence. De nombreux Turkmènes irakiens et organisations de défense des droits de l'homme ont déclaré que le génocide de l'État islamique sur les Turkmènes irakiens était alimenté par la turcophobie,.
Les enfants ont également été victimes d'enlèvements, généralement pour des raisons de formation. À Ninive, le 13 mars, 25 enfants turkmènes âgés de 10 à 17 ans ont été enlevés à l'orphelinat de Bara'am et envoyés dans des camps d'entraînement pour enfants à Talafar.
En mars, une fosse commune appartenant à 16 Turkmènes a été trouvée à Bashir, près de Kirkouk. Encore une fois en mars, l'EIIL a exécuté 9 veuves turkmènes à Qara Quyan, à Ninive, dont les maris ont été tués par des djihadistes. La raison de leur exécution était leur refus d'épouser des combattants de l'État islamique. Dans le village de Biravcili, l'EIIL a enlevé deux Turkmènes après avoir tué 23 habitants du village. À Guba et Shrikhan, 60 garçons et hommes turkmènes ont été enlevés. Le même mois, un jeune Turkmène nommé Erhan Camci a été enlevé de sa maison à Kirkouk.
En avril 2015, un député turkmène irakien a révélé que plus de 400 Turkmènes irakiens, principalement des femmes et des enfants, avaient été enlevés par l'EI au cours des derniers mois. En février 2016, un autre politicien a confirmé qu'il s'agissait de 416 personnes, dont la plupart n'ont jamais été revues et auraient été violées et tuées.
En août 2015 à Mossoul, l'État islamique a publiquement exécuté 700 Turkmènes irakiens en public pour apostasie.
Un seul attentat à la voiture d'État islamique en 2015 dans la province de Salah ad-Din a coûté la vie à 40 Turkmènes. L'ITF a déclaré que les attaques de l'État islamique contre les Turkmènes irakiens étaient une campagne stratégique de nettoyage ethnique. 540 civils turkmènes de Tal Afar ont disparu, dont 125 femmes, à nouveau aux mains de l'État islamique, et seulement 22 d'entre eux ont été retrouvés.
Taza Khurmatu a été attaquée avec des armes chimiques le 8 mars, tuant trois personnes et en blessant 1 500. 25,000 personnes ont fui la ville. La même année, le village de Beshir a également été attaqué avec des armes chimiques,. 90 % de Beshir a été détruit lors de sa reprise en 2016, dont 250 maisons. Dans le village turkmène de Bashir, 9 femmes ont été enlevées, violées et accrochées à des lampadaires en public. Dans le même village, une fillette de 12 ans a été violée en groupe et accrochée à un poteau électrique. Lorsque les résidents turkmènes ont essayé d'apporter son corps, 15 hommes ont été tués par des tirs de tireurs d'élite de l'État islamique. Des cas de viol ont également été enregistrés après la chute de Tuz Khurmatu en juin.
En janvier, une fosse commune à Rashidiya, près de Mossoul, a été découverte par les forces armées irakiennes. La tombe appartenait à 27 hommes et garçons turkmènes massacrés. Leurs corps avaient des traces de torture. En 2017, le nombre de femmes, de filles et d'enfants turkmènes disparus était de 1 200. En 2018, 1 300 Turkmènes sont restés disparus.

## Destruction du patrimoine
L'État islamique est responsable de la destruction de nombreux bâtiments historiques ayant des liens culturels importants avec les Turkmènes irakiens . De nombreuses mosquées centenaires, qu'elles soient sunnites ou chiites, ainsi que des bibliothèques ont été détruites. La plus ancienne bibliothèque de Tal Afar a été détruite, tandis qu'une autre bibliothèque avec plus de 1 500 livres historiques à Diyala a été détruite. Parmi les artefacts détruits se trouvaient le mausolée de Yahya Abu al-Qasim (construit en 1293 par les Zengides, détruit en 2014), le mausolée de l'Imam Awn Al-Din (construit en 1248 par les Zengides, détruit en 2014), le sanctuaire de Qadib Al-Ban Mosuli (construite par les Atabegs de Mossoul, détruite en 2014), la mosquée Al-Imam Muhsin (construite par les Seldjoukides, gravement endommagée en 2015), la Grande Mosquée d'al-Nuri (construite en 1172 par les Zengids, détruite en 2017), la mosquée Imam al-Baher (construite en 1259, détruite en 2014), et la mosquée du Pacha (construite en 1881 par les Ottomans, détruite).